# خانه ابویی
خانهٔ ابویی زاهدان یکی از بناهای تاریخی شهر زاهدان در استان سیستان و بلوچستان است که در سال ۱۳۱۱ خورشیدی به سفارش «زعیم ابویی» و به دست استاد محمدعلی محمودی، معمار یزدی، ساخته شد. این خانه نمونه‌ای از ترکیب معماری یزدی و بومی سیستان و بلوچستان است و در سال ۱۳۷۷ با شمارهٔ ۲۱۵۹ در فهرست آثار ملی ایران به ثبت رسید.

## تاریخچه
خانهٔ ابویی هم‌زمان با شکل‌گیری هستهٔ مرکزی شهر زاهدان ساخته شد. زعیم ابویی، کارمند وقت وزارت دادگستری، با علاقه به معماری یزد، استاد محمدعلی محمودی را از یزد به زاهدان آورد تا خانه‌ای با سبک و سیاق معماری سنتی یزد و متناسب با اقلیم منطقه بسازد. این خانه تا سال ۱۳۴۰ محل سکونت خانوادهٔ ابویی بود و پس از آن مدتی متروکه ماند. در سال‌های بعد، سازمان میراث فرهنگی آن را مرمت و به کارگاه هنرهای سنتی زاهدان تبدیل کرد.

## معماری
خانهٔ ابویی در زمینی به مساحت ۸۱۳ متر مربع و با زیربنای حدود ۴۸۰ متر مربع ساخته شده است. مصالح اصلی بنا خشت خام و آجر است. ورودی بنا در ضلع شمال‌غربی قرار دارد و دارای سردری با طاق جناقی و آجرکاری‌های زیباست که به هشتی گنبدی‌شکل و سپس به حیاط مرکزی باز می‌شود.  
دور تا دور حیاط، اتاق‌های مسکونی قرار گرفته‌اند: اتاق‌های تابستانه در ضلع جنوبی و اتاق‌های زمستانه در ضلع شمالی. در بخش شرقی، آشپزخانه و انبار واقع شده است.  
یکی از ویژگی‌های شاخص بنا، وجود حوضخانه و بادگیر هشت‌پر بر فراز آن است که جریان هوای خنک را به اتاق‌های تابستانه هدایت می‌کرد. سقف تمام اتاق‌ها گنبدی‌شکل است تا تهویهٔ طبیعی بهینه شود.

## کاربری کنونی
پس از مرمت، خانهٔ ابویی به کارگاه هنرهای سنتی زاهدان تغییر کاربری داده و به‌عنوان یکی از جاذبه‌های گردشگری فرهنگی شهر مورد بازدید قرار می‌گیرد.

## ثبت ملی
این بنا در تاریخ ۲۵ اسفند ۱۳۷۷ با شمارهٔ ۲۱۵۹ در فهرست آثار ملی ایران به ثبت رسیده است.